# Styringomyia ensiferoides
Styringomyia ensiferoides är en tvåvingeart som beskrevs av Alexander 1948. Styringomyia ensiferoides ingår i släktet Styringomyia och familjen småharkrankar. Inga underarter finns listade i Catalogue of Life.